# 每日放送製作日5動畫
本文介紹了每日放送製作的動畫作品列表，這些作品於2008年4月6日至2017年4月2日以及2022年4月3日起在TBS旗下電視台每週日17:00 至 17:30（日本標準時間）的“Nichigo”動畫時段播出。

## 動畫列表
- 咒術迴戰（第1期・重播）
- 機動戰士GUNDAM 水星的魔女（第1部分）
- 機動戰士GUNDAM 閃光的哈薩威&機動戰士GUNDAM Thunderbolt&機動戰士GUNDAM NT（TV版）
- 機動戰士GUNDAM 水星的魔女（第2部分）
- 殭屍100～在成為殭屍前要做的100件事～
- 香格里拉·開拓異境～糞作獵手挑戰神作～（第1期）
- 夜櫻家大作戰（第1期）
- 香格里拉·開拓異境～糞作獵手挑戰神作～（第2期）
- WITCH WATCH 魔女守護者
- 相反的你和我